# Heinrich-Heine-Straße 9 (Weimar)

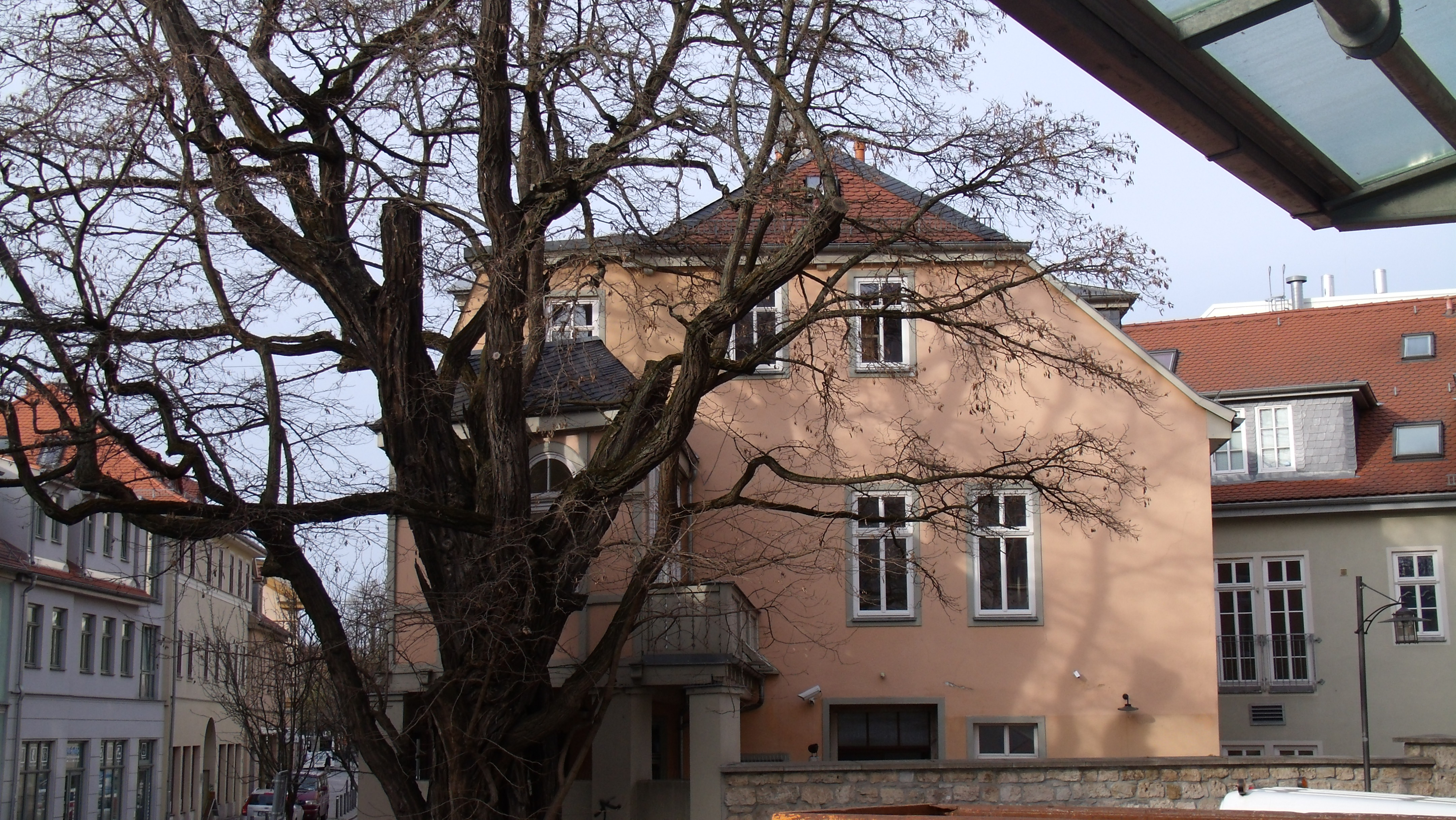
Heinrich-Heine-Straße 9

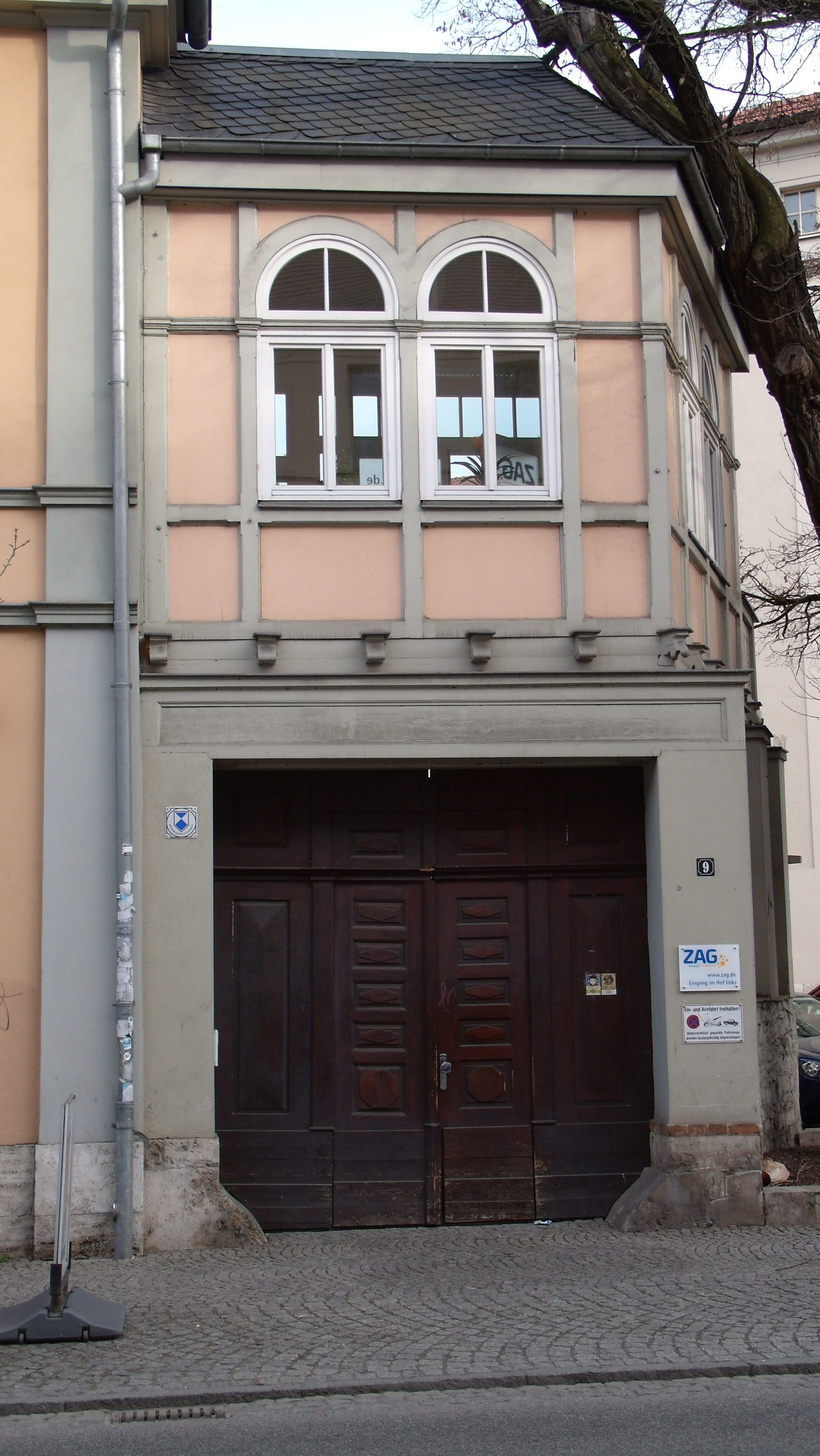
Heinrich-Heine-Straße 9 Haupteingang mit Veranda

Das Haus Heinrich-Heine-Straße 9 ist ein klassizistisches zweigeschossiges Wohnhaus in der Altstadt von Weimar in unmittelbarer Nachbarschaft des Deutschen Nationaltheaters. Das Gebäude steht unter Denkmalschutz.

## Geschichte und Beschreibung
Das Gebäude entstand 1830 auf einem Gartengrundstück durch den Zimmermeister Johann Werner und den Maurermeister Carl Ludwig Graf. Das Erdgeschoss ist aus Stein. Darüber besteht das Gebäude aus Fachwerk. Zu etwa zwei Dritteln ist der Keller aus Bruchsteintonnen. Die symmetrisch angelegte Fassade mit einem Mittelrisaliten und einem Dreiecksgiebel durchbricht das Dachgeschoss mit einem weiteren Geschoss. Auch die beiden Dachgauben mit zwei Fenstern haben Dreiecksgiebel. Im Jahre 1898 wurde das ursprüngliche Krüppelwalmdach zu einem Mansarddach umgebaut. Es ist also nicht ursprünglich so verwanden gewesen. An der Südseite wurde 1881 über dem Haupteingang eine Veranda errichtet. Diese wurde von Otto Hetzer entworfen. Hetzer wiederum sollte sich später durch ein Verfahren für den Hallenbau mit seinem Holzleimverfahren einen Namen machen. Die bauzeitliche Ausstattung blieb weitgehend erhalten. In diesem Haus wohnten Eduard Genast, der es im selben Jahr erworben hatte, und sein Sohn Wilhelm Genast.